# Aeroportul Regional Southwest Minnesota
Aeroportul Regional Southwest Minnesota (IATA: MML, ICAO: KMML, FAA LID: MML) este un aeroport din Comitatul Lyon, Minnesota, Minnesota, Statele Unite ale Americii ce deservește zona Marshall⁠(d). Aeroportul a fost tranzitat în 2019 de 32 de pasageri.
Situat la o altitudine de 360 m, aeroportul dispune de 2 piste.

## Infrastructură

### Piste
Aeroportul dispune de 2 piste. Pista 02/20 are suprafața de asfalt și dimensiunile 3.999 picioare × 75 picioare. Pista 12/30 are suprafața de asfalt și dimensiunile 7.221 picioare × 100 picioare. 